# Kristian Klinck
Bild von Kristian Klinck

Link zum Bild

Kristian Klinck (* 19. April 1979 in Kiel) ist ein deutscher Politiker der Sozialdemokratischen Partei Deutschlands. Bei der Bundestagswahl 2021 zog er in den 20. Deutschen Bundestag als gewählter Abgeordneter ein.

## Leben
Nachdem Klinck am Friedrich-Schiller-Gymnasium in Preetz 1998 sein Abitur abgelegt hatte, war er bis 2000 Soldat auf Zeit bei der Bundeswehr und ist heute Hauptmann der Reserve. Von 2000 bis 2006 studierte er Politikwissenschaften in Berlin und schloss das Studium als Diplom-Politologe ab. An der TU Berlin wurde er 2010 mit einer Arbeit über Die Totalitarismustheorie Eric Voegelins promoviert. Von 2012 bis 2015 arbeitete er in der kaufmännischen Kundenbetreuung, zuletzt als Qualitätsbeauftragter. Berufsbegleitend erwarb er 2014 einen Master of Education für die Fächer Latein und Wirtschaft/Politik. 2015 wechselte er in den Schuldienst des Landes Schleswig-Holstein und war vor seiner Wahl in den Bundestag Koordinator für Begabtenförderung an einem der größten Gymnasien Schleswig-Holsteins.

## Politik
Klinck trat mit 18 Jahren in die SPD ein und war lange in der Kommunalpolitik aktiv. So war er ab 2007 Mitglied im Vorstand des SPD-Ortsvereins Preetz und seit 2008 Stadtvertreter der Stadt Preetz. Von 2008 bis 2013 war er Mitglied im Umweltausschuss, von 2008 bis 2018 im Haupt- und Finanzausschuss und von 2013 bis 2018 im Ausschuss für Bauplanung. Seit 2018 ist er Mitglied im Ausschuss für Hoch- und Tiefbau sowie im Sozialausschuss. Seit 2013 ist er außerdem Fraktionsvorsitzender der SPD Preetz und seit 2018 Vorsitzender des Sozialausschusses der Stadt Preetz.
Bei der Bundestagswahl 2021 kandidierte er im Wahlkreis Plön-Neumünster als Direktkandidat und auf der Landesliste der SPD Schleswig-Holstein auf Listenplatz 13. Er gewann das Direktmandat in seinem Wahlkreis mit 31,4 % der Erststimmen gegen die CDU-Kandidatin Melanie Bernstein.
Im 20. Deutschen Bundestag ist Klinck ordentliches Mitglied im Verteidigungsausschuss und stellvertretendes Mitglied im Ausschuss für Inneres und Heimat, sowie im Ausschuss für Wohnen, Stadtentwicklung, Bauwesen und Kommunen.
Zur Bundestagswahl 2025 kandidiert Klinck im Bundestagswahlkreis Plön – Neumünster, wie bereits 2021, sowie auf Listenplatz 7 der Landesliste der SPD Schleswig-Holstein.